# Gerhard Knoll
Gerhard Knoll (* 30. Januar 1941 in Berlin-Lichterfelde; † November 2009) war ein deutscher Historiker und Bibliothekar.
Knoll studierte von 1963 bis 1969 Geschichte, Germanistik und Historische Hilfswissenschaften an der FU Berlin, wo er 1971 bei Johannes Schultze mit einer Arbeit zur Johanniterkommende Werben promoviert wurde. Anschließend trat er in den Bibliotheksdienst ein und war zuletzt Leiter der Handschriftenabteilung der Universitätsbibliothek Bremen. Dort war er u. a. für die Restaurierung und Faksimileausgabe des Evangelistars Heinrichs III. verantwortlich.
Er trug eine umfangreiche Bibliothek von ca. 9000 Bänden zu Friedrich dem Großen und seiner Zeit zusammen, die 2009 von der Berliner Schlösserverwaltung erworben wurde.

## Veröffentlichungen (Auswahl)
- Zur Entstehung und Geschichte der Johanniterkommende Werben im 13. Jahrhundert. Dissertation, FU Berlin, 1971.
- (Hrsg.): Evangelistar Heinrichs III. Ms. b. 21 der Universitätsbibliothek Bremen. Faksimile- und Kommentarband, Reichert, Wiesbaden 1993. Faksimile ISBN 978-3-88226-115-8. Kommentar ISBN 978-3-88226-589-7.
- (Hrsg.): Das Echternacher Evangelistar Kaiser Heinrichs III. Staats- und Universitätsbibliothek Bremen Ms. b. 21. Reichert, Wiesbaden 1995, ISBN 978-3-88226-837-9.
- Wanderungen und Wandlungen – Zum Echternacher Evangelistar Kaiser Heinrichs III. In: Bremisches Jahrbuch. Band 78, 1999, S. 169–189 (Volltext).